# Malhada Sorda
Malhada Sorda es una freguesia portuguesa del concelho de Almeida, con 45.77 km² de superficie y 334 habitantes (2011). Su densidad de población es de 7,3 hab/km².

## Demografía

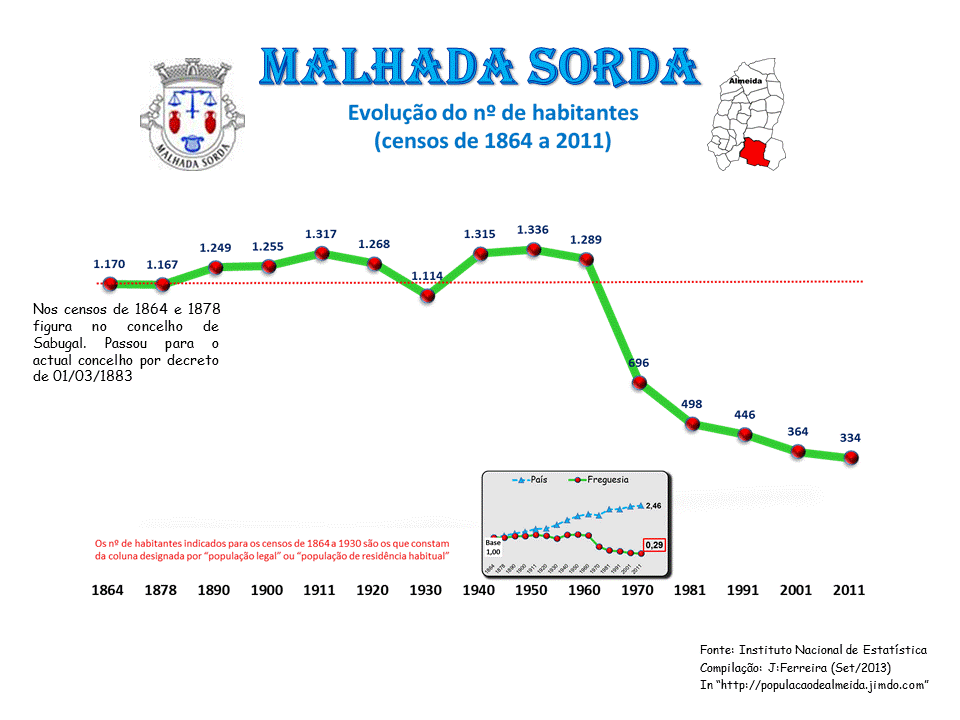
Evolución de la población entre 1864 y 2011
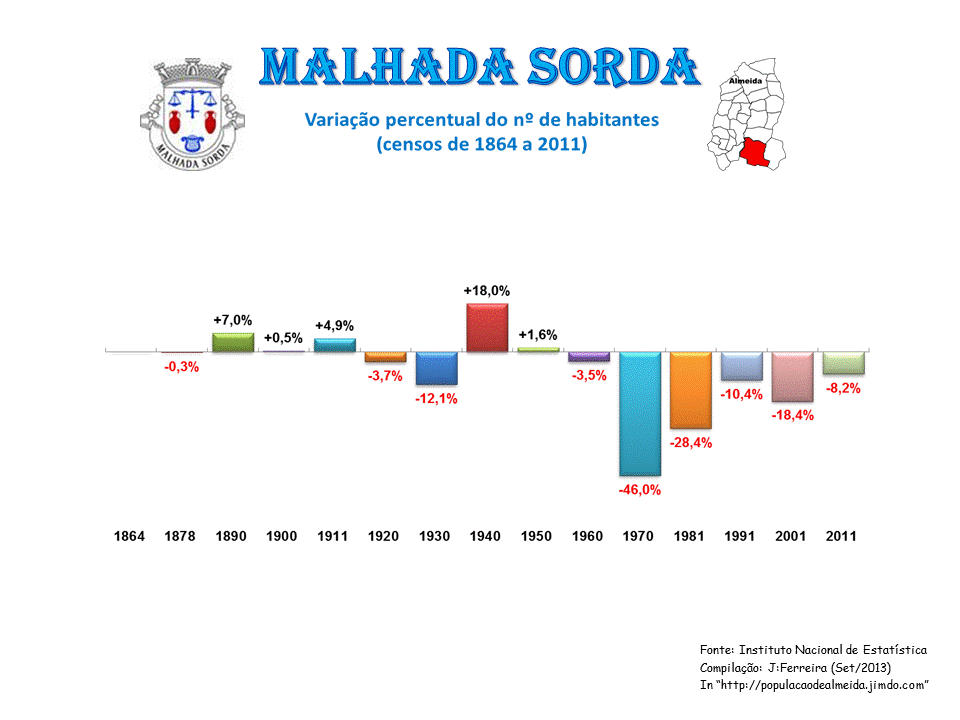
Variación de la población entre 1864 y 2011

## Patrimonio
- Iglesia Matriz de San Miguel de Malhada Sorda y Campanario
- Anta da Pedra de Anta, monumento megalítico
- Sepulcros excavados en las rocas
- Santuario de Nuestra Señora da Ajuda e Convento dos Frailes Descalzos de San Agustín
- Horno de cerámica tradicional
- Alminhas de Malhada Sorda
- Casa Quinientista de la Calle del Reloj, Sinagoga y Reloj de Sol: Esta casa del siglo XV ha sido en el pasado una Sinagoga, que posee un Reloj de Sol
- Capillas de San Sebastián, San Antonio y Santo Cristo
- Museo Padre José Pinto
- Judería

## Fiestas e Romerías
- Romería – Fiestas de Nuestra Señora da Ajuda (5 a 9 de septiembre) - la mayor Romería de la Diócesis de Guarda, que atrae peregrinos al Santuario de Nuestra Señora da Ajuda durante todo el año
  - Misa en el Santuario de Nuestra Señora da Ajuda - todos los primeros domingos de cada mes (excepto en abril y junio)
  - Fiesta de la Asunción de Nuestra Señora - 15 de agosto

- Festas

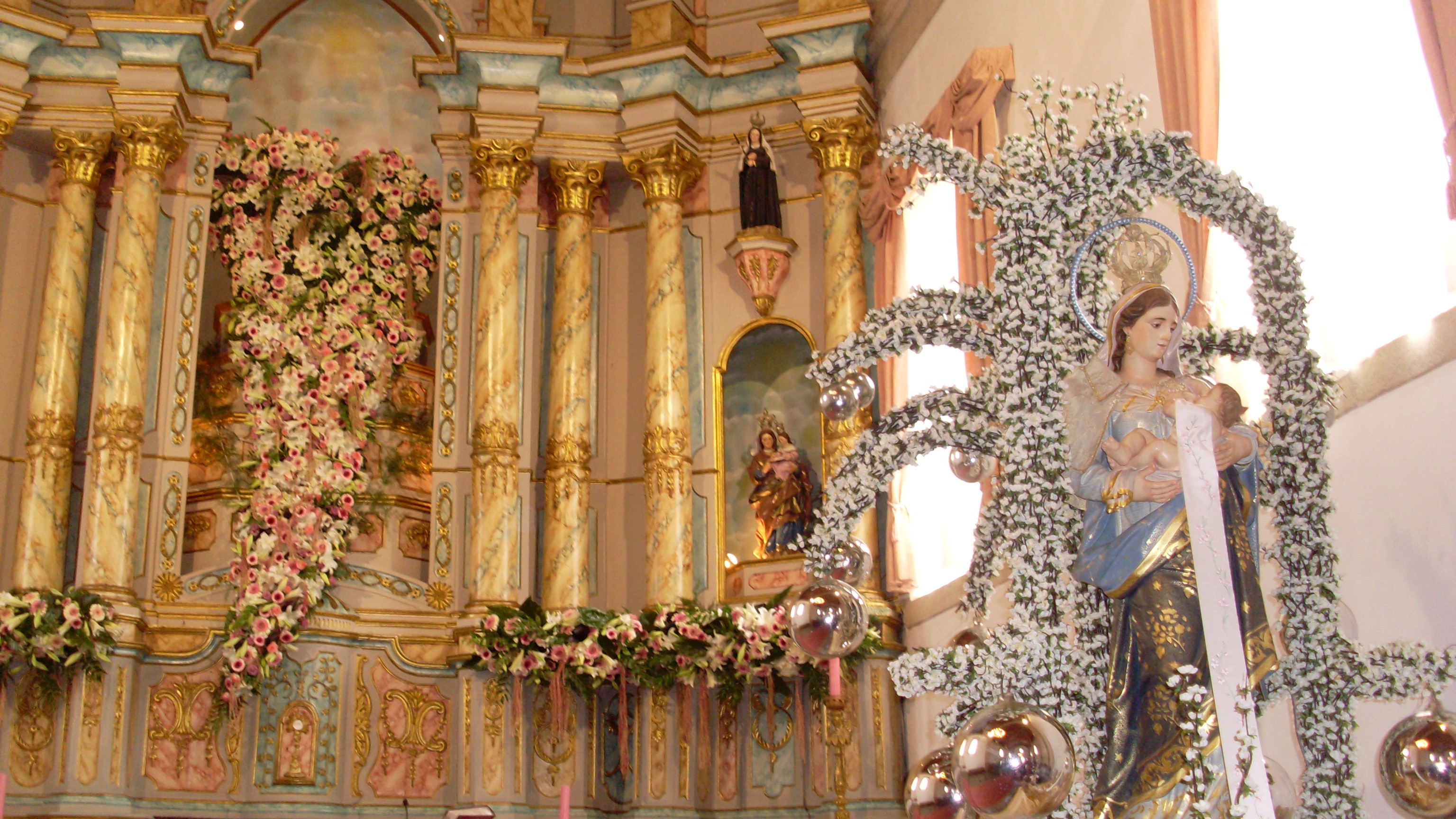
Altar e Imagen de Nuestra Señora da Ajuda

  - Festa de los Casados y San Miguel (último lunes de mayo)
  - San Sebastián (domingo después de 20 de enero)
  - Festa de los Solteros e Divino Espíritu Santo (Pentecostés)
  - Festa del Señor (día de Corpus Christi)

- Ceremonias de la Semana Santa

## Ferias
- Todos los terceros domingos del mes
- Feria anual - día 7 de septiembre